# Juan Soto Viñolo
Juan Soto Viñolo (Barcelona, 1933 - El Vendrell, 12 de febrer de 2017) fou un periodista, crític taurí, i escriptor espanyol.
Com a periodista va treballar com a redactor a Radio España i Radio Nacional. En 1966 va ser en solitari el guionista del famós programa radiofònic Consultorio de Elena Francis, fins al seu final el 1984.
Va publicar al "El Periódico de Catalunya" crítica taurina i de flamenc. Amb motiu de la prohibició de les corregudes de toros en Catalunya per part del Parlament de Catalunya, va manifestar al programa radiofònic de Luis del Olmo la seva intenció d'exiliar-se de Catalunya i radicar-se a Ceret. També ha escrit articles a La Prensa, Tele/eXpres, Solidaridad Nacional i Mundo Diario.
Va escriure les biografies de Paquirri, Lola Flores, Rocío Jurado i Manolete. Era el pare de la periodista de Televisió Espanyola Verónica Soto.

## Obres
- Querida Elena Francis, 1995
- A tu vera... siempre a la verita tuya : una biografía de Lola Flores, 1995
- Rocío Jurado. Una biografía íntima, 2006
- Manolete. La vida y los amores de un torero de leyenda, 2007
- Los Años cincuenta : una historia sentimental de cuando España era diferente, 2009
- Los Ordoñez, 2011